# Oneida (Wisconsin)
Oneida is een plaats (census-designated place) in de Amerikaanse staat Wisconsin, en valt bestuurlijk gezien onder Brown County en Outagamie County.

## Demografie
Bij de volkstelling in 2000 werd het aantal inwoners vastgesteld op 1070.

## Geografie
Volgens het United States Census Bureau beslaat de plaats een oppervlakte van 14,7 km², waarvan 14,6 km² land en 0,1 km² water.

## Plaatsen in de nabije omgeving
De onderstaande figuur toont nabijgelegen plaatsen in een straal van 16 km rond Oneida.